# Административни центар Владе Републике Српске (Источно Сарајево)
Административни центар Владе Републике Српске је објекат у Источном Сарајеву изграђен за потребе смјештаја институција Републике Српске, као и за повремени смјештај Владе. Објекат има два дијела, пословни и резиденцијални. Пословни, који је већи и има око шест хиљада квадратних метара, намијењен је за смјештај институција Републике Српске које су се налазиле у источном дијелу Српске, првенствено у граду Источном Сарајеву, као што су Правобранилаштво, Завод за статистику, Фонд за развој источног дијела Републике Српске и друге. Други, резиденцијални дио предвиђен је за смјештај представника Републике Српске у заједничким институцијама БиХ.

## Изградња објекта
Администартивни центар Владе РС грађен је двије године. Изградња објекта је почела у октобру 2014. реконструкцијом и адаптацијом постојећег објекта, купљеног од стране владе. Изградња објекта је коштало 26,6 милиона конвертибилних марака и завршена је за годину и шест мјесеци. Укупна нето површина комплетног објекта је 9.077 метара квадратних. Објекат је смјештен у улици Војводе Радомира Путника, насеље Бијело Поље, општина Источна Илиџа, град Источно Сарајево.

## Отварање објекта
Административни центар је свечано отворен 1. јуна 2016. године, уз присуство предсједника, и владе Републике Српске. Премијер РС Милорад Додик свечаним пресијецањем врпце отворио је овај објекат, након што му је министар за просторно уређење, грађевинарство и екологију РС Сребренка Голић уручила употребну дозволу. Свечаности отварања Административног центра Владе РС присуствовали су члан Предсједништва БиХ из РС Младен Иванић, министри РС и посланици у Народној скупштини РС, представници заједничких институција у БиХ, те културног, привредног и јавног живота у Источном Сарајеву.

## Сједница владе
Влада Републике Српске 17. новембра 2016. године је засједала у Источном Сарајеву, чиме је у новом Административном центру одржава стота јубиларна сједница Владе Републике Српске. Премијерка и мининистри разматрали су локални развој и однос Владе са општинама ове регије. Прије сједнице мининистри су посјетили институције и предузећа у појединим општинама Сарајевско-романијске регије.